# Cyclopogon bangii
Cyclopogon bangii är en orkidéart som först beskrevs av Robert Allen Rolfe och Henry Hurd Rusby, och fick sitt nu gällande namn av Rudolf Schlechter. Cyclopogon bangii ingår i släktet Cyclopogon, och familjen orkidéer.
Artens utbredningsområde är Bolivia. Inga underarter finns listade i Catalogue of Life.